# Gerhard Siebel

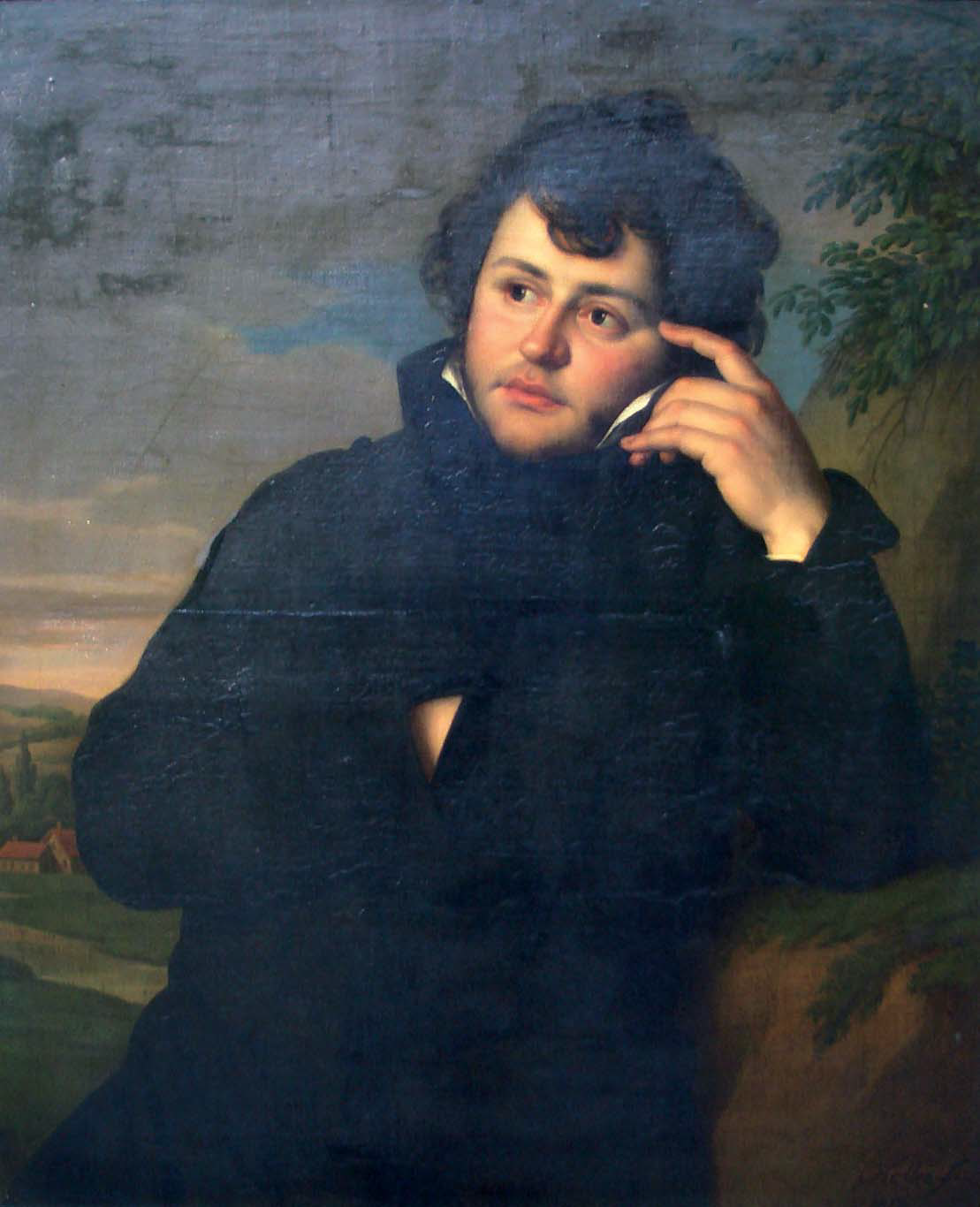
Johann Gerhard Siebel (um 1817)

Johann Gerhard Siebel (* 8. Mai 1784 in Elberfeld (heute Stadtteil von Wuppertal); † 8. Oktober 1831 in Baden-Baden) war ein Elberfelder Kaufmann, Lokalpolitiker (Munizipalrat), Diplomat und Publizist. Er schrieb unter dem Pseudonym Götz vom Rhein.
Siebel wurde als Sohn eines wohlhabenden Elberfelder Textilkaufmanns geboren und wurde am 19. Mai 1784 in Elberfeld getauft. Er fiel schon in seiner Jugend durch seine sehr ausgeprägte sprachlich-dichterische Begabung auf.
Siebel reiste 1806/07 – beauftragt auch wegen seiner französischen Sprachkenntnisse – als 22-Jähriger nach Warschau zu Napoleon, um diesen zu einzelnen Lockerungen seiner Handelsbeschränkungen zu bewegen, die damals das Bergische Land erheblich schädigten. Er erreichte die Wiederfreigabe des Handels mit Italien. Zwei weitere Reisen führten ihn 1808 und 1811 als Mitglied von Wirtschaftsdelegationen nach Paris zu Joachim Murat, dem Großherzog von Berg – diesmal ohne dass die diplomatische Mission erfolgreich war.
Die letzte Begegnung Siebels mit Napoleon fand im Jahre 1811 im Düsseldorfer Hofgarten anlässlich einer Industrieausstellung statt. Napoleon musterte Siebel und sagte: „Eh bien, vous êtes très riche?“ („Na, Sie sind wohl sehr reich“?) Unbefangen erwiderte Siebel „Sire, je suis à mon aise“ („Majestät, ich habe, was ich brauche.“) Die Anekdote ist überliefert in den Memoiren von Johann Wilhelm Fischer.
1815 war er Mitgründer der Freimaurerloge Hermann zum Lande der Berge in Elberfeld. Er betätigte sich als engagierter Publizist, unter anderem in der Zeitschrift Hermann, und baute die Elberfelder Schützengilde zum Bergischen Landsturm um. Darüber hinaus schrieb er poetische Werke und war ein kenntnisreicher Kunstsammler. Er starb in Baden-Baden und wurde auf dem Burgfriedhof in Godesberg bei Bonn begraben.
Er war der Sohn des Elberfelder Bürgermeisters Johann Wilhelm Siebel.